# O Retrato do Rei
O Retrato do Rei é um romance da poeta e romancista brasileira Ana Miranda, publicado em 1991 em São Paulo.

## Resumo da história
Trata-se da Guerra dos Emboabas, que ocorreu no Brasil de 1707 a 1709, entre paulistas e portugueses, principalmente. Emboabas era o termo usado pelos paulistas para designar os forasteiros.
O livro é organizado em seis seções: O contrato da carne; O retrato do rei; A herança; A guerra; À ventura; Pós-escrito. O conflito começa devido ao contrato da carne ter sido retirado das mãos do frei Francisco, o qual passa a arquitetar ações para que a guerra ocorra e depois ajuda os portugueses a vencer a guerra. O retrato do rei de Portugal foi enviado a Minas Gerais, para ficar com os paulistas e mostrar aos portugueses de que lado Vossa Majestade estava, mas o retrato acaba sendo escondido por Mariana de Lancastre depois desta ser envenenada por frei Francisco.
Mariana é uma fidalga portuguesa que vai à Minas para falar com o pai prestes a morrer. Seu pai manda um paulista desbravador ir buscá-la: Valentim. Ao longo do penoso caminho, eles apaixonam-se, mas nada revelam um ao outro. A seção da herança fala da morte do pai de Mariana e da data de ouro que ela herdou, sem ter um escravo para trabalhar lá. A fidalga, que estava de posse do retrato do rei, veste-se de homem e foge de Valentim e dos paulistas e fica morando na data. Valentim vai atrás dela para ficar apenas vivendo perto dela e olhando-a por alguns dias, sem falar de seus sentimentos.
Os desentendimentos entre paulistas e portugueses aumentam e os portugueses chegam a matar a pauladas um paulista velho e desarmado pelas atitudes de seus filhos. Assim, a guerra começa. Os paulistas são mais valentes e habilidosos no combate, mas os portugueses confiscam as armas deles. Os paulistas refugiam-se em Sabará para fortalecerem-se para a guerra, e para cortarem a estrada que traz a carne a ser comercializada vinda do norte. Os portugueses atacam, ateando fogo em todo o vilarejo. Outras batalhas acontecem, mas os paulistas só são definitivamente derrotados quando são covardemente massacrados pelos portugueses depois de 6 dias de fome e rendidos. Valentim e Heironimo, os líderes, estavam em São Paulo buscando reforços, por isso escapam ao ataque. De São Paulo parte um exército paulista que conquista duas cidades em seu caminho, mas rendem-se e voltam a São Paulo depois de os portugueses devolverem o retrato do rei a eles.
Mariana, que estava vagando por Minas atrás de Bento do Amaral, que lhe roubou o retrato do rei, assume para si o amor que sente por Valentim e vai para São Paulo atrás dele. Ao chegar lá e vê-lo noivo de outra, ela rouba o retrato da Câmara dos vereadores e foge para o mato, aonde se joga segurando o retrato do rei numa grande queimada. Valentim larga a noiva e procura desesperadamente por ela por toda a região.

## Personagens principais
- Mariana de Lancastre;
- Valentim Pedroso de Barros;
- frei Francisco de Menezes;
- Hieronimo Pedroso de Barros;
- Fernando de Lancastre;
- Bento do Amaral;
- Manuel Nunes Viana;
- Manuel da Borba Gato;
- Hieronimo Pedroso;
- Pedro de Moraes Raposo